# فولار

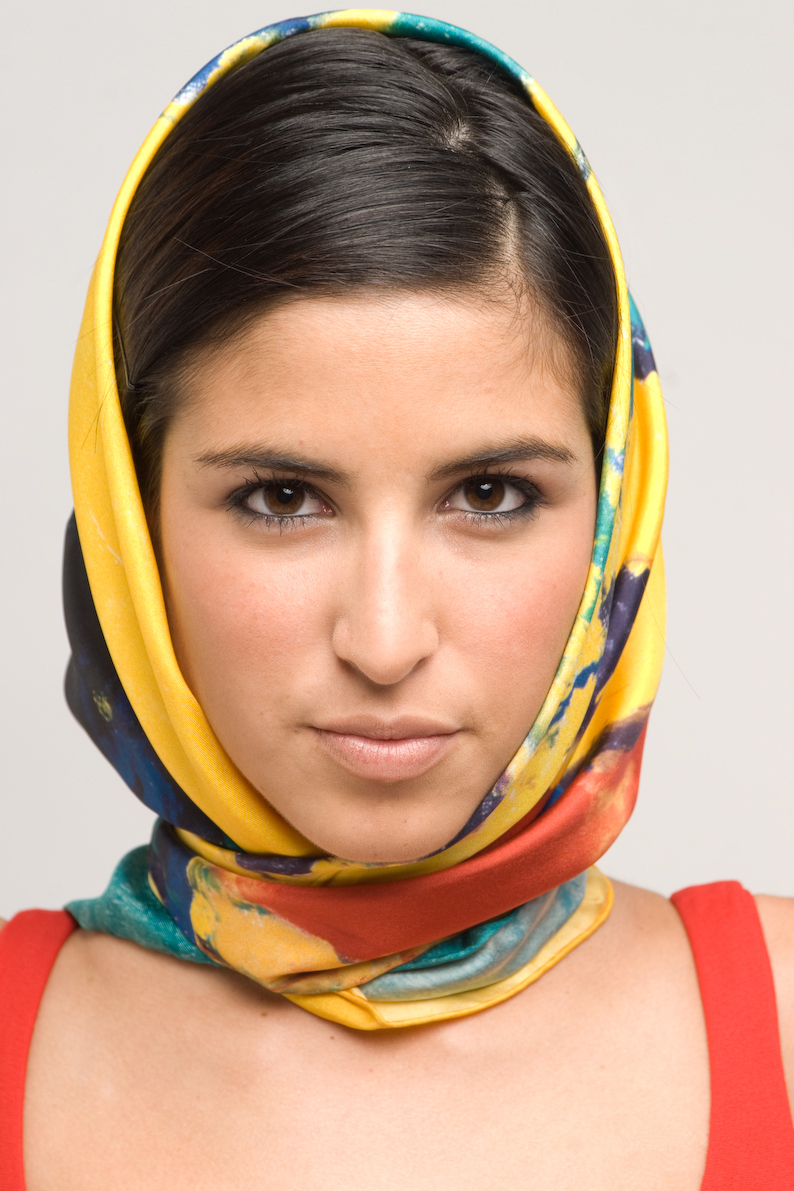
فولار حرير

الفولار هو نسيج خفيف الوزن، إما من نسيج مبرد أو نسيج سادة مصنوع من الحرير أو مزيج من الحرير والقطن. عادةً ما يكون للفولار تصميم مطبوع صغير بألوان مختلفة. يمكن أن يشير الفولار أيضًا من خلال الكناية إلى سلع الملابس ، مثل الألفعة وربطة وربطات العنق المصنوعة من هذا النسيج. 
يعتقد أن الفولار نشأ في شرق آسيا. أتت الكلمة من الفرنسية ولها نفس المعاني الصحيحة والمجازية.  أما في اللغة الفرنسية الحديثة فالفولار هي الكلمة المعتادة  لوصف منديل الرقبة.